# 米村正二
米村 正二（よねむら しょうじ、1964年 - ）は、日本の脚本家。福岡県出身。愛称は「ヨネ」。

## 経歴
東京造形大学デザイン科卒業後、イベント業、専門学校教員、荒川CATV等のフリーライターなどの職を転々とする中、様々なフィルムフェスティバルに参加。その後、シナリオ作家協会主催のシナリオ講座にて柏原寛司らに師事した後、第7回大伴昌司シナリオ賞を受賞し脚本家に転身。主にアニメーション作品を手掛ける。
『Sh15uya』にて特撮作品の初メインライターを担当。この作品を通じて東映の白倉伸一郎プロデューサーと関わりを持ち、平成仮面ライダーシリーズには『響鬼』の第38話「敗れる音撃」で初参加し、『カブト』ではメインライターを務める。2009年の『ディケイド』では、サブライターを経て終盤の脚本を多く手掛け、劇場版も2作執筆するなど、諸事情で降板した會川昇の後を継ぐ形で中盤以降の実質的なメインライターを務めた。その後も『超・電王トリロジー EPISODE YELLOW』、『レッツゴー仮面ライダー』、『スーパーヒーロー大戦』といった劇場版の脚本に多く関わっている。『電王』、『キバ』、『オーズ』でもサブライターを務める。
メインライターを務めた『カブト』では、米村が登場人物に特異なキャラ立てや、珍妙な台詞回しを多々行った事により、その後の「電王」以降のライダーのキャラが大きく変わって行くきっかけとなった。

## 参加作品
特記なきものは脚本としての参加。

### アニメ

#### テレビアニメ
1995年
- ルパン三世シリーズ（1995年 - 2002年）
  - ルパン三世 ハリマオの財宝を追え!! （藤田伸三、柏原寛司との共同執筆）
  - ルパン三世 ワルサーP38
  - ルパン三世 EPISODE:0 ファーストコンタクト

- ぼのぼの
- 怪盗セイント・テール
- それいけ!アンパンマン（1995年 - ）

1996年
- わんころべえ

1997年
- 忍ペンまん丸
- 剣風伝奇ベルセルク

1998年
- Bビーダマン爆外伝
- ああっ女神さまっ 小っちゃいって事は便利だねっ（チーフライター）
- ポケットモンスターシリーズ（1998年 - 2023年）
  - ポケットモンスター (全275話中31本執筆)
  - ポケットモンスター サイドストーリー (2本執筆)
  - ポケットモンスター アドバンスジェネレーション (全192話中25本執筆)
  - ポケットモンスター ダイヤモンド&パール (全193話中29本執筆)
  - ポケットモンスター ベストウイッシュ (全144話中29本執筆)
  - ポケットモンスター XY (全142話中20本執筆)
  - ポケットモンスター サン&ムーン(全146話中23本執筆)
  - ポケットモンスター (シリーズコンストラクション、全136話中27本執筆)
  - ポケットモンスター めざせポケモンマスター（2023年）

1999年
- モンスターファーム（シリーズ構成、1999年 - 2000年）
  - モンスターファーム〜円盤石の秘密〜
  - モンスターファーム〜伝説への道〜

2001年
- フィギュア17 つばさ&ヒカル（シリーズ構成、全13話執筆）
- サイボーグ009 THE CYBORG SOLDIER

2002年
- 花田少年史
- 爆闘宣言ダイガンダー

2003年
- コロッケ!
- 獣兵衛忍風帖 龍宝玉篇
- 無人惑星サヴァイヴ（シリーズ構成）

2004年
- アガサ・クリスティーの名探偵ポワロとマープル

2005年
- ガンパレード・オーケストラ（『青の章』〈第18話 - 第24話〉を担当）

2006年
- ガラスの艦隊（シリーズ構成）
- DEATH NOTE
- シルクロード少年 ユート

2007年
- はたらキッズ マイハム組
- メイプルストーリー

2008年
- スティッチ!（シリーズ構成、「よねむらしょうじ」名義）
- ねぎぼうずのあさたろう（シリーズ構成）

2009年
- グイン・サーガ（シリーズ構成、全26話執筆）
- 怪談レストラン (シリーズ構成、全23話中8本執筆)
- FAIRY TAIL

2010年
- プリキュアシリーズ（2010年 - 2014年）
  - ハートキャッチプリキュア! (全49話中10本執筆)
  - スイートプリキュア♪ (全48話中10本執筆)
  - スマイルプリキュア! (シリーズ構成、全48話中13本執筆)
  - ドキドキ!プリキュア (全49話中9本執筆)

- デジモンクロスウォーズシリーズ（2010年 - 2012年）
  - デジモンクロスウォーズ
  - デジモンクロスウォーズ 〜悪のデスジェネラルと七つの王国〜
  - デジモンクロスウォーズ 〜時を駆ける少年ハンターたち〜

2011年
- ダンボール戦機
- HUNTER×HUNTER（第2作）

2013年
- ONE PIECE（シリーズ構成〈2017年 - 〉、第799話から。脚本は596話から）

2014年
- 寄生獣 セイの格率（シリーズ構成）

2015年
- うしおととら

2016年
- タイガーマスクW

2017年
- 遊☆戯☆王VRAINS

2018年
- からくりサーカス

2020年
- 波よ聞いてくれ（シリーズ構成、全12話執筆）
- おしりたんてい
- 無能なナナ

2021年
- SHAMAN KING（シリーズ構成）

2022年
- フットサルボーイズ!!!!!（シリーズ構成）
- ニンジャラ

2024年
- SHAMAN KING FLOWERS（シリーズ構成）

2025年
- ホテル・インヒューマンズ（シリーズ構成）
- ばっどがーる（シリーズ構成）

#### 劇場アニメ
1996年
- それいけ!アンパンマンシリーズ
  - それいけ!アンパンマン 空とぶ絵本とガラスの靴
  - それいけ!アンパンマン 虹のピラミッド
  - それいけ!アンパンマン アンパンマンとおかしな仲間
  - それいけ!アンパンマン 勇気の花がひらくとき
  - それいけ!アンパンマン ゴミラの星
  - それいけ!アンパンマン ロールとローラ うきぐも城のひみつ
  - それいけ!アンパンマン つきことしらたま〜ときめきダンシング〜
  - それいけ!アンパンマン ハピーの大冒険
  - それいけ!アンパンマン 妖精リンリンのひみつ
  - それいけ!アンパンマン リズムでてあそび アンパンマンとふしぎなパラソル
  - それいけ!アンパンマン りんごぼうやとみんなの願い
  - それいけ!アンパンマン リズムでうたおう！アンパンマン夏まつり
  - それいけ!アンパンマン おもちゃの星のナンダとルンダ
  - それいけ!アンパンマン ブルブルの宝探し大冒険!
  - それいけ!アンパンマン きらめけ!アイスの国のバニラ姫
  - それいけ!アンパンマン ロボリィとぽかぽかプレゼント
  - それいけ!アンパンマン ばいきんまんとえほんのルルン

2002年
- 頭山

2012年
- やなせたかしシアター アンパンマンが生まれた日
- プリキュアシリーズ
  - 映画 スマイルプリキュア! 絵本の中はみんなチグハグ!
  - 映画 プリキュアスーパースターズ!

2013年
- 劇場版 HUNTER×HUNTER 緋色の幻影

2017年
- 劇場版ポケットモンスター キミにきめた!
- 劇場版 FAIRY TAIL -DRAGON CRY-

#### OVA
2003年
- アーリーレインズ

2005年
- おとぎ銃士 赤ずきん

2008年
- やなせたかしメルヘン劇場

### 実写作品

#### 特撮
2005年
- Sh15uya（全12話執筆）
- 仮面ライダーシリーズ（2005年 - 2010年）
  - 仮面ライダー響鬼（全48話中2話執筆）
  - 仮面ライダーカブト（メインライター､全49話中33本執筆）
  - 仮面ライダー電王（全49話中4話執筆）
  - 仮面ライダーキバ（全48話中2話執筆）
  - 仮面ライダーG
  - 仮面ライダーディケイド（中盤メインライター、全31話中10話執筆）
  - 仮面ライダーオーズ/OOO（全48話中4話執筆）

#### 映画
- 迷宮 LABYRINTH
- 野獣の肖像
- ダブルス
- HINOKIO
- 仮面ライダーシリーズ
  - 劇場版 仮面ライダーカブト GOD SPEED LOVE
  - 劇場版 仮面ライダーディケイド オールライダー対大ショッカー
  - 仮面ライダー×仮面ライダー W&ディケイド MOVIE大戦2010 『仮面ライダーディケイド 完結編』・『MOVIE大戦2010』
  - 仮面ライダー×仮面ライダー×仮面ライダー THE MOVIE 超・電王トリロジー EPISODE YELLOW お宝DEエンド・パイレーツ
  - オーズ・電王・オールライダー レッツゴー仮面ライダー
  - 仮面ライダー電王 プリティ電王とうじょう!
- スーパーヒーロー大戦シリーズ
  - 仮面ライダー×スーパー戦隊 スーパーヒーロー大戦
  - 仮面ライダー×スーパー戦隊×宇宙刑事 スーパーヒーロー大戦Z
  - 平成ライダー対昭和ライダー 仮面ライダー大戦 feat.スーパー戦隊
  - スーパーヒーロー大戦GP 仮面ライダー3号
  - 仮面ライダー×スーパー戦隊 超スーパーヒーロー大戦
- 怪談レストラン
- 極道の妻たち Neo

#### DVD
- 仮面ライダーオーズ 超バトルDVD クイズとダンスとタカガルバ

#### ネットムービー
- ネット版 オーズ・電王・オールライダー レッツゴー仮面ライダー 〜ガチで探せ！君だけのライダー48〜

### 小説
- フィギュア17 つばさ&ヒカル（電撃文庫）
- 仮面ライダーカブト（講談社）

### 舞台
- MASKED RIDER LIVE&SHOW 〜十年祭〜

## 映画出演
- 猫の息子